# Ma mère cuisine mieux que la tienne !
Ma mère cuisine mieux que la tienne ! est une émission de télévision française, diffusée sur M6 depuis le 13 mars 2017. Elle est diffusée du lundi au vendredi à 11 h 45 et est présentée par Jérôme Anthony et Stéphanie Le Quellec, la gagnante de Top Chef 2011,,.
M6 a commandé vingt-cinq épisodes de l'émission, avant d'envisager, si les audiences sont suffisantes, de continuer la diffusion.

## Principe
Chaque soir, deux duos mère-fille ou mère-fils s'affrontent pour reproduire une recette familiale. Les « enfants » sont en cuisine pour réaliser le plat, et les mères ne peuvent que regarder. Elles n'ont pas le droit de cuisiner. Si elles prennent le choix de cuisiner, le temps se met à défiler deux fois plus vite. À la fin, les deux plats sont goûtés par Stéphanie Le Quellec qui désigne le meilleur des deux. Celui-ci gagne 1 000 €,,.

## Audiences
Le lancement de cette saison est un peu décevant. Le premier épisode (lundi 13 mars 2017) aura rassemblé 235 000 de téléspectateurs, soit 2,7 % du public. Le cinquième épisode, celui de fin de semaine (vendredi 17 mars 2017) aura accueilli 209 000 téléspectateurs, soit 2,6 % du public. En moyenne, cette première semaine, 204 000 téléspectateurs, soit 2,4 % du public étaient devant l'émission,.